# ブエルタ・ア・エスパーニャ2022
ブエルタ・ア・エスパーニャ2022（スペイン語: La Vuelta Ciclista a España 2022）は、ブエルタ・ア・エスパーニャの77回目の大会。2022年8月19日から9月11日までの期間で行われた。

## レース概要
史上4度目の国外開幕のコースは、山岳ステージが7、中間山岳（丘陵）ステージが4、平坦ステージが6、平坦ステージ&山頂フィニッシュが2と、チームと個人のタイムトライアルが各1の計21ステージで行われる。スタート地点の12か所、ゴール地点の11か所が大会初登場で、5か所の山頂も新たに登場するコースであった。
史上初の4連覇を目指すプリモシュ・ログリッチはツール・ド・フランス2022を落車しリタイヤ、ブエルタの出場が不安視されていたが、最終的に出場を決めた。当初は出場を予定していたタデイ・ポガチャルは、ブエルタへの出場を取りやめた。
2022年最後のグランツールは、5年ぶりの国外スタート。2020年に開催する予定だった13年ぶりのオランダ・ユトレヒトで、3年ぶりの開催となるチームタイムトライアルで幕を開けた。チーム・ユンボ・ヴィスマが盤石の走りを見せ優勝。先頭でゴールしたロベルト・ヘーシンクがグランツールで初めての総合リーダジャージを獲得となるマイヨ・ロホを取った。続く第2、第3ステージはオランダらしい平坦区間となり、サム・ベネットが集団ゴールスプリントを制し2連勝を挙げた。マイヨ・ロホは、同タイムながら着順でマイク・トゥニッセン、エドアルド・アッフィニへと渡った。
移動日を挟みスペインへ戦いの舞台を移したブエルタは、第4ステージで4連覇を目指すプリモシュ・ログリッチがアップヒルスプリントを制しステージ優勝し、マイヨ・ロホをチームメイトから引き継いだ。続く第5ステージでは、メイン集団から逃げ集団に追いつき、先にアタックを仕掛けたジェイク・ステュワートを躱したマルク・ソレルが独走で制した。逃げ集団に加わっていた、リュディ・モラールが総合首位に立ち、マイヨ・ロホを獲得。ユンボ・ヴィスマが今大会初めてマイヨ・ロホを手放した。今大会最初の本格山岳ステージで、山頂フィニッシュとなる第6ステージは、山岳区間に入ってから雨が本格的に降る中行われた。深い霧が覆うピコ・ハノで残り6.5kmからジェイ・ヴァインが独走。自身のプロ初優勝をブエルタの山岳ステージで上げることとなった。マイヨ・ロホはレムコ・エヴェネプールへ渡った。総合争いは大きくシャッフルされ、4連覇を目指すログリッチは1分1秒差、カラバスは約3分、ランダは6分以上後れを取ることとなった。第7ステージは、ヘスス・エラダが逃げ集団からスプリントを制してステージ優勝。山岳ステージの第8ステージは、ステージ早々から逃げ集団が形成される展開。5つ目のカテゴリー山岳の後のスプリントポイントを取ったマス・ピーダスンがサム・ベネットからポイント賞首位を奪った。最後の山岳ではジェイ・ヴァインが飛び出し、ブエルタ初登場のコリャウ・ファンクアヤを制し、今大会2勝目で、山岳賞リーダーに立った。1週目最終日の第9ステージは、山岳連戦で行われ、逃げ集団から先に飛び出した選手を追い越し、独走したルイス・メインチェスが初のグランツールステージ優勝を挙げた。メイン集団では、総合首位のエヴェネプールが他の総合勢を振り切り、アユソに34秒、マスに44秒、ログリッチに52秒の差をつけた。
休息日明けの第10ステージは、個人タイムトライアルで行われ、マイロ・ロホ着用中のレムコ・エヴェネプールが、ログリッチのブエルタ個人TT連勝を止め、グランツール初優勝となる区間優勝を挙げた。区間2勝を挙げポイント賞争いをしていたサム・ベネットは新型コロナ感染により、第10ステージを前に姿を消した。第11ステージは、総合5位のサイモン・イェーツが新型コロナにより姿を消す中スタートを切り、落車が断続的に発生。エヴェネプールのアシストでもあるジュリアン・アラフィリップがリタイヤした。レースはメイン集団が逃げに追いつき、グランツール初出場のカーデン・クローブスがスプリントを制した。第12ステージは、32名の巨大な逃げが決まり、残り2㎞でアタックしたリチャル・カラバスが逃げ切り、初のブエルタステージ優勝を挙げた。総合首位のエヴェネプールは落車したものの集団に復帰し、総合争いへは影響はなかった。平坦な第13ステージは、小規模な逃げ集団ができるものの吸収される。終盤アッカーマンが早掛けするもマス・ピーダスンが捕らえそのまま逃げ切りブエルタ初ステージ優勝。シエラネバダ初日の第14ステージは、逃げ集団からアタックしたカラパスが今大会2勝目をあげた。残り3㎞でアタックしたログリッチが3位に入り、エヴェネプールは56秒遅れたが、マイヨ・ロホは守った。第15ステージは超級山頂ゴールで行われ、逃げ集団からクラドックが初めにアタック。アルト・デル・プルチェ目前でヴァインに追いつかれ、最終的に追走集団に吸収された。アルト・オヤ・デ・モラのふもとからはソレルがアタック。残り7kmでソレルに追いついたアレンスマンが、そのまま逃げグランツール区間初優勝。総合勢は、マスが最初にアタック。マスは、区間2位でボーナスポイントを獲得し、タイムを縮めた。ゴール直前でログリッチも仕掛け、エヴェネプールはついていけなかったものの、15秒のロストに留め1分半リードしたまま最終週へ向かうこととなった。
最後の休息日を明け、最終週が始まる第16ステージ。2名の逃げは残り15kmを切った時点で吸収される。残り3kmを切ったところでプリモシュ・ログリッチがアタックを仕掛ける。結果的に逃げた5名でゴール目前に迫り、ゴールスプリントが始まったところでログリッチが落車。マス・ピーダスンがスプリントを制し今大会2勝目。マイヨ・ロホのエヴェネプールは、3kmを切ったところでパンクをし、レースとしては争わずフィニッシュをした。総合争いとしては、ログリッチが優勝タイム、エヴェネプールがメイン集団のタイムまで救済され、結果的には8秒ログリッチが差を縮めた。しかしながら、ログリッチはこの落車の影響により、第17ステージでスタートをせずレースから去ることとなった。第17ステージは、13人の逃げ集団が形成され、クラドックがアタックしたものの、リゴベルト・ウランが追いつき、ブエルタ区間初優勝。第18ステージは、序盤にメイン集団で落車が発生し、第8ステージから山岳賞リーダーを守り続けていたジェイ・ヴァインがリタイヤした。レースは43名の大きな逃げ集団が形成され、1回目のアルト・デル・ピオルナルで6名まで絞り込まれると、ロベルト・ヘーシンクが残り300mまで単独で逃げたが、レムコ・エヴェネプールとエンリク・マスが追いつき、エヴェネプールは振り切ってステージ優勝し、リードを広げた。最後の山岳がある第20ステージは、序盤はスタナードらが先行するが、山岳賞リーダーのリチャル・カラバスが追いつき、逃げ集団となる。最後の山岳の途中で、カラパスがアタックをみせ山岳賞を確定させる最後の1級山岳ポイントを最初に通過し山岳賞を手中に収めると、そのまま最後まで逃げ切り、今大会3勝目を挙げた。総合勢は、マス、アユソがアタックする素振りもあったが、ゴールまで集団のままで争うことなくゴールした。最終日の第21ステージは、マドリードの周回コースで行われ、集団ゴールスプリントをファン・セバスティアン・モラノが制し、区間初優勝を挙げた。エヴェネプールは、集団から少し遅れてフィニッシュをし、総合優勝を決めた。
今大会は、183選手が参加し、134選手が完走を果たした（25人選手がコロナによる棄権）。エヴェネプールは、グランツールを始めて完走するとともに、ベルギー人として、1977年以来のブエルタ制覇、1978年以来のグランツール制覇となる総合優勝とヤングライダー賞を獲得した。ポイント賞はマス・ピーダスン、山岳賞はリチャル・カラパスが獲得した。チーム成績はUAEチームエミレーツ、総合敢闘賞にはマルク・ソレルが選ばれた。

## 日程
| ステージ | 開催日 | コース                                               | 距離       | タイプ                 | ステージ勝者                   | 所属チーム                                   |
| -------- | ------ | ---------------------------------------------------- | ---------- | ---------------------- | ------------------------------ | -------------------------------------------- |
| 1        | 8/19   | ユトレヒト ～ユトレヒト                              | 23.3km     | チームタイムトライアル | チーム・ユンボ・ヴィスマ       | -                                            |
| 2        | 8/20   | スヘルトーヘンポス ～ ユトレヒト                     | 175.1km    | 平坦                   | サム・ベネット                 | ボーラ=ハンスグローエ                        |
| 3        | 8/21   | ブレダ ～ ブレダ                                     | 193.5km    | 平坦                   | サム・ベネット                 | ボーラ=ハンスグローエ                        |
|          | 8/22   | ビトリア                                             | 移動日     | 移動日                 | 移動日                         | 移動日                                       |
| 4        | 8/23   | ビトリア=ガステイス ～ ラグァルディア                | 152.5km    | 中級山岳               | プリモシュ・ログリッチ         | チーム・ユンボ・ヴィスマ                     |
| 5        | 8/24   | イルン ～ ビルバオ                                   | 187.2km    | 中級山岳               | マルク・ソレル                 | UAEチーム・エミレーツ                        |
| 6        | 8/25   | ビルバオ ～ ピコ・ハノ                               | 181.2km    | 山岳                   | ジェイ・ヴァイン               | アルペシン・ドゥクーニンク                   |
| 7        | 8/26   | カマルゴ ～ システィエルナ                           | 190.0km    | 中級山岳               | ヘスス・ヘラダ                 | コフィディス                                 |
| 8        | 8/27   | ポラ・デ・ラビアナ ～ イェルネス・イ・タメサ         | 153.4km    | 山岳                   | ジェイ・ヴァイン               | アルペシン・ドゥクーニンク                   |
| 9        | 8/28   | ビリャビシオサ ～ レス・プラエレス                   | 171.4km    | 山岳                   | ルイス・メインチェス           | アンテルマルシェ・ワンティ・ゴベールマテリオ |
|          | 8/29   | アリカンテ                                           | 休息日     | 休息日                 | 休息日                         | 休息日                                       |
| 10       | 8/30   | エルチェ ～ アリカンテ                               | 30.9km     | 個人タイムトライアル   | レムコ・エヴェネプール         | クイックステップ・アルファビニール           |
| 11       | 8/31   | エルポソ・アリメンタシオン ～ カボ・デ・ガタ         | 191.2km    | 平坦                   | カーデン・グローブス           | チーム・バイクエクスチェンジ・ジェイコ       |
| 12       | 9/1    | サロブレーニャ ～ ペニャス・ブランカス               | 192.7km    | 平坦/山頂フィニッシュ  | リチャル・カラパス             | イネオス・グレナディアス                     |
| 13       | 9/2    | ロンダ ～ モンティリャ                               | 168.4km    | 平坦                   | マス・ピーダスン               | トレック・セガフレード                       |
| 14       | 9/3    | モントロ ～ シエラ・デ・ラ・パンデラ                 | 160.3km    | 山岳                   | リチャル・カラパス             | イネオス・グレナディアス                     |
| 15       | 9/4    | マルトス ～ シエラ・ネバダ                           | 153.0km    | 山岳                   | ティメン・アレンスマン         | チームDSM                                    |
|          | 9/5    | ヘレス・デ・ラ・フロンテーラ                         | 休息日     | 休息日                 | 休息日                         | 休息日                                       |
| 16       | 9/6    | サンルーカル・デ・バラメーダ ～ トマレス             | 189.4km    | 平坦                   | マス・ピーダスン               | トレック・セガフレード                       |
| 17       | 9/7    | アラセナ ～ テントゥディア修道院                     | 162.3km    | 平坦/山頂フィニッシュ  | リゴベルト・ウラン             | EFエデュケーション・イージーポスト           |
| 18       | 9/8    | トルヒーリョ ～ アルト・デル・ピオルナル             | 192.0km    | 山岳                   | レムコ・エヴェネプール         | クイックステップ・アルファビニール           |
| 19       | 9/9    | タラベラ・デ・ラ・レイナ ～ タラベラ・デ・ラ・レイナ | 138.3km    | 中級山岳               | マス・ピーダスン               | トレック・セガフレード                       |
| 20       | 9/10   | モラルサルサル ～ プエルト・デ・ナバセラダ           | 181.0km    | 山岳                   | リチャル・カラパス             | イネオス・グレナディアス                     |
| 21       | 9/11   | ラス・ロサス・デ・マドリード ～ マドリード           | 96.7km     | 平坦                   | フアン・セバスティアン・モラノ | UAEチーム・エミレーツ                        |
| 合計     | 合計   | 合計                                                 | 3,280.5 km | 3,280.5 km             | 3,280.5 km                     | 3,280.5 km                                   |

## 出場チーム・エントリーリスト
| 特記     | 特記                                                               | 特記 | 特記                                        |
| -------- | ------------------------------------------------------------------ | ---- | ------------------------------------------- |
| No.      | ゼッケンナンバー                                                   |      | 総合優勝者 (マイヨ・ロホ)                   |
| 最終順位 | 最終総合順位                                                       |      | ポイント賞獲得者 (マイヨ・ベルデ)           |
| DNS      | Fid Not Start当該ステージ開始前に棄権。                            |      | 山岳賞獲得者 (マイヨ・ルナレス・アスーレス) |
| DNF      | Did Not Finish当該ステージで不完走。途中棄権。                     |      | ヤングライダー賞獲得者 (マイヨ・ブランコ)   |
| OTL      | Outside time limit当該ステージで所定時間内不完走。タイムオーバー。 |      | 総合敢闘賞獲得者 (スーペルコンバティボ)     |
| DSQ      | DiSQualified当該ステージで失格。                                   |      | チーム総合時間賞獲得者                      |

| チーム・ユンボ・ヴィスマ (TJV)                     | チーム・ユンボ・ヴィスマ (TJV)                     | チーム・ユンボ・ヴィスマ (TJV)                     | AG2R・シトロエン・チーム (ACT)           | AG2R・シトロエン・チーム (ACT)           | AG2R・シトロエン・チーム (ACT)           | アスタナ・カザフスタン・チーム (AST)         | アスタナ・カザフスタン・チーム (AST)         | アスタナ・カザフスタン・チーム (AST)         |
| No.                                                | 選手名                                             | 最終順位                                           | No.                                      | 選手名                                   | 最終順位                                 | No.                                          | 選手名                                       | 最終順位                                     |
| -------------------------------------------------- | -------------------------------------------------- | -------------------------------------------------- | ---------------------------------------- | ---------------------------------------- | ---------------------------------------- | -------------------------------------------- | -------------------------------------------- | -------------------------------------------- |
| 1                                                  | プリモシュ・ログリッチ                             | DNS-17                                             | 11                                       | ベン・オコナー                           | 8                                        | 21                                           | ミゲル・アンヘル・ロペス                     | 4                                            |
| 2                                                  | エドアルド・アッフィーニ                           | DNS-10                                             | 12                                       | クレマン・シャンプッサン                 | 32                                       | 22                                           | サムエーレ・バティステッラ                   | DNS-18                                       |
| 3                                                  | ローハン・デニス                                   | 52                                                 | 13                                       | ヤーコ・ハンニネン                       | DNS-7                                    | 23                                           | ダビ・デラクルス                             | 21                                           |
| 4                                                  | ロベルト・ヘーシンク                               | 41                                                 | 14                                       | ボブ・ユンゲルス                         | 51                                       | 24                                           | エフゲニー・ギディチ                         | 123                                          |
| 5                                                  | クリス・ハーパー                                   | 33                                                 | 15                                       | ナンス・ペテルス                         | 61                                       | 25                                           | アレクセイ・ルツェンコ                       | 71                                           |
| 6                                                  | セップ・クス                                       | DNS-9                                              | 16                                       | ニコラ・プロドム                         | 73                                       | 26                                           | ヴィンチェンツォ・ニバリ                     | 45                                           |
| 7                                                  | サム・オーメン                                     | 30                                                 | 17                                       | アントワーヌ・ロジェル                   | 115                                      | 27                                           | ヴァディム・プロンスキー                     | 38                                           |
| 8                                                  | マイク・テウニッセン                               | 91                                                 | 18                                       | アンドレア・ヴェンドラーメ               | DNS-7                                    | 28                                           | アロルドアルフォンソ・テハダ                 | 65                                           |
| バーレーン・ヴィクトリアス (TBV)                   | バーレーン・ヴィクトリアス (TBV)                   | バーレーン・ヴィクトリアス (TBV)                   | ボーラ=ハンスグローエ (BOH)              | ボーラ=ハンスグローエ (BOH)              | ボーラ=ハンスグローエ (BOH)              | コフィディス (COF)                           | コフィディス (COF)                           | コフィディス (COF)                           |
| No.                                                | 選手名                                             | 最終順位                                           | No.                                      | 選手名                                   | 最終順位                                 | No.                                          | 選手名                                       | 最終順位                                     |
| 31                                                 | ミケル・ランダ                                     | 15                                                 | 41                                       | サム・ベネット                           | DNS-10                                   | 51                                           | ヘスス・エラダ                               | 56                                           |
| 32                                                 | サンティアゴ・ブイトラゴ                           | DNS-12                                             | 42                                       | マッテーオ・ファッブロ                   | 54                                       | 52                                           | ブライアン・コカール                         | DNS-17                                       |
| 33                                                 | ジーノ・メーダー                                   | 20                                                 | 43                                       | セルヒオ・イギータ                       | 23                                       | 53                                           | ダヴィデ・チモライ                           | 134                                          |
| 34                                                 | ワウト・プールス                                   | DNS-9                                              | 44                                       | ジャイ・ヒンドレー                       | 10                                       | 54                                           | トマ・シャンピオン                           | 98                                           |
| 35                                                 | ルイス・レオン・サンチェス                         | 16                                                 | 45                                       | ウィルコ・ケルデルマン                   | 18                                       | 55                                           | ルーベン・フェルナンデス                     | 59                                           |
| 36                                                 | ヤッシャ・ズッタリン                               | 85                                                 | 46                                       | ヨーナス・コッホ                         | 99                                       | 56                                           | ホセ・エラダ                                 | DNS-10                                       |
| 37                                                 | フレッド・ライト                                   | 67                                                 | 47                                       | ライアン・ミューレン                     | 128                                      | 57                                           | レミ・ロシャス                               | DNF-7                                        |
| 38                                                 | エドアルド・ザンバニーニ                           | 36                                                 | 48                                       | ダニー・ファン・ポッペル                 | 121                                      | 58                                           | ダヴィデ・ヴィッレッラ                       | 53                                           |
| EFエデュケーション・イージーポスト (EFE)           | EFエデュケーション・イージーポスト (EFE)           | EFエデュケーション・イージーポスト (EFE)           | グルパマ・FDJ (GFC)                      | グルパマ・FDJ (GFC)                      | グルパマ・FDJ (GFC)                      | イネオス・グレナディアス (IGD)               | イネオス・グレナディアス (IGD)               | イネオス・グレナディアス (IGD)               |
| No.                                                | 選手名                                             | 最終順位                                           | No.                                      | 選手名                                   | 最終順位                                 | No.                                          | 選手名                                       | 最終順位                                     |
| 61                                                 | リゴベルト・ウラン                                 | 9                                                  | 71                                       | ティボー・ピノ                           | 17                                       | 81                                           | リチャル・カラパス                           | 14                                           |
| 62                                                 | ホナタン・カイセド                                 | 69                                                 | 72                                       | ブルーノ・アルミライル                   | DNS-18                                   | 82                                           | ディラン・ファンバーレ                       | 49                                           |
| 63                                                 | ヒュー・カーシー                                   | 25                                                 | 73                                       | ファビアン・リーンハルト                 | 122                                      | 83                                           | テイオ・ゲイガンハート                       | 19                                           |
| 64                                                 | エステバン・チャベス                               | DNS-16                                             | 74                                       | ルディ・モラール                         | 31                                       | 84                                           | イーサン・ヘイター                           | DNS-10                                       |
| 65                                                 | メルハウィ・クドゥス                               | 79                                                 | 75                                       | カンタン・パシェ                         | DNF-18                                   | 85                                           | ルーカス・プラップ                           | 95                                           |
| 66                                                 | マルク・パドゥン                                   | 46                                                 | 76                                       | セバスチャン・ライヘンバッハ             | 24                                       | 86                                           | カルロス・ロドリゲス                         | 7                                            |
| 67                                                 | ジェイムズ・ショー                                 | 87                                                 | 77                                       | マイルズ・スコットソン                   | 109                                      | 87                                           | パヴェル・シヴァコフ                         | DNS-11                                       |
| 68                                                 | ユリウス・ファンデンベルヒ                         | 130                                                | 78                                       | ジェイク・スチュワート                   | DNS-8                                    | 88                                           | ベン・ターナー                               | 72                                           |
| アンテルマルシェ・ワンティ・ゴベールマテリオ (IWG) | アンテルマルシェ・ワンティ・ゴベールマテリオ (IWG) | アンテルマルシェ・ワンティ・ゴベールマテリオ (IWG) | イスラエル・プレミアテック (IPT)         | イスラエル・プレミアテック (IPT)         | イスラエル・プレミアテック (IPT)         | ロット・ソウダル (LTS)                       | ロット・ソウダル (LTS)                       | ロット・ソウダル (LTS)                       |
| No.                                                | 選手名                                             | 最終順位                                           | No.                                      | 選手名                                   | 最終順位                                 | No.                                          | 選手名                                       | 最終順位                                     |
| 91                                                 | ヤン・バークランツ                                 | 29                                                 | 101                                      | マイケル・ウッズ                         | DNF-3                                    | 111                                          | トーマス・デヘント                           | 80                                           |
| 92                                                 | ヤン・ヒルト                                       | DNS-6                                              | 102                                      | パトリック・ベヴィン                     | 75                                       | 112                                          | セドリック・ブーレンス                       | 108                                          |
| 93                                                 | ユリウス・ヨハンセン                               | 129                                                | 103                                      | アレッサンドロ・デマルキ                 | 103                                      | 113                                          | フィリッポ・コンカ                           | DNS-17                                       |
| 94                                                 | ルイス・メインチェス                               | 11                                                 | 104                                      | イタマル・アインホルン                   | DNF-8                                    | 114                                          | ステフ・クラス                               | DNF-2                                        |
| 95                                                 | ドメニコ・ポッツォヴィーヴォ                       | DNF-15                                             | 105                                      | クリストファー・フルーム                 | 114                                      | 115                                          | ジャラッド・ドリズナーズ                     | DNS-10                                       |
| 96                                                 | レイン・タラマエ                                   | DNF-17                                             | 106                                      | オメル・ゴールドスタイン                 | 63                                       | 116                                          | カミル・マウェツキー                         | 125                                          |
| 97                                                 | ヘルベン・タイッセン                               | DNF-9                                              | 107                                      | カールフレドリク・ハーゲン               | 34                                       | 117                                          | ハリー・スウェニー                           | DNS-10                                       |
| 98                                                 | ボーイ・ファンポッペル                             | DNS-12                                             | 108                                      | ダリル・インピー                         | 101                                      | 118                                          | マキシム・ファンヒルス                       | DNS-16                                       |
| モビスター・チーム (MOV)                           | モビスター・チーム (MOV)                           | モビスター・チーム (MOV)                           | クイックステップ・アルファビニール (QST) | クイックステップ・アルファビニール (QST) | クイックステップ・アルファビニール (QST) | チーム・バイクエクスチェンジ・ジェイコ (BEX) | チーム・バイクエクスチェンジ・ジェイコ (BEX) | チーム・バイクエクスチェンジ・ジェイコ (BEX) |
| No.                                                | 選手名                                             | 最終順位                                           | No.                                      | 選手名                                   | 最終順位                                 | No.                                          | 選手名                                       | 最終順位                                     |
| 121                                                | アレハンドロ・バルベルデ                           | 13                                                 | 131                                      | ジュリアン・アラフィリップ               | DNF-11                                   | 141                                          | サイモン・イェーツ                           | DNS-11                                       |
| 122                                                | マティアス・ノルスゴー                             | DNS-10                                             | 132                                      | レミ・カヴァニャ                         | 104                                      | 142                                          | ローソン・クラドック                         | 55                                           |
| 123                                                | ルイス・マス                                       | 133                                                | 133                                      | ドリス・デヴェナインス                   | 100                                      | 143                                          | ルーク・ダーブリッジ                         | 112                                          |
| 124                                                | エンリク・マス                                     | 2                                                  | 134                                      | レムコ・エヴェネプール                   | 1                                        | 144                                          | カーデン・グローブス                         | 113                                          |
| 125                                                | グレゴール・ミュールベルガー                       | 50                                                 | 135                                      | ファウスト・マスナダ                     | 57                                       | 145                                          | ルーカス・ハミルトン                         | 78                                           |
| 126                                                | ネルソン・オリヴェイラ                             | 37                                                 | 136                                      | ピーター・セリー                         | DNS-9                                    | 146                                          | マイケル・ヘップバーン                       | 118                                          |
| 127                                                | ホセ・ロハス                                       | 48                                                 | 137                                      | イラン・ファンウィルデル                 | 40                                       | 147                                          | ケランド・オブライアン                       | DNF-14                                       |
| 128                                                | カルロス・ベローナ                                 | 35                                                 | 138                                      | ルイス・フェルヴァーケ                   | 58                                       | 148                                          | カラム・スコットソン                         | DNS-12                                       |
| チームDSM (DSM)                                    | チームDSM (DSM)                                    | チームDSM (DSM)                                    | トレック・セガフレード (TSF)             | トレック・セガフレード (TSF)             | トレック・セガフレード (TSF)             | UAEチーム・エミレーツ (UAD)                  | UAEチーム・エミレーツ (UAD)                  | UAEチーム・エミレーツ (UAD)                  |
| No.                                                | 選手名                                             | 最終順位                                           | No.                                      | 選手名                                   | 最終順位                                 | No.                                          | 選手名                                       | 最終順位                                     |
| 151                                                | テイメン・アレンスマン                             | 6                                                  | 161                                      | ジュリアン・ベルナール                   | 88                                       | 171                                          | マルク・ソレル                               | 27                                           |
| 152                                                | ニキアス・アルント                                 | DNS-8                                              | 162                                      | ダリオ・カタルド                         | 117                                      | 172                                          | パスカル・アッカーマン                       | 111                                          |
| 153                                                | マルコ・ブレンナー                                 | 74                                                 | 163                                      | ケニー・エリッソンド                     | 64                                       | 173                                          | イヴォ・オリヴェイラ                         | 131                                          |
| 154                                                | ジョン・デゲンコルプ                               | 124                                                | 164                                      | ダーン・ホーレ                           | DNS-5                                    | 174                                          | フアン・アユソ                               | 3                                            |
| 155                                                | マーク・ドノヴァン                                 | DNS-8                                              | 165                                      | アレックス・キルシュ                     | 119                                      | 175                                          | ジョアン・アルメイダ                         | 5                                            |
| 156                                                | ヨナス・ヴィデバーグ                               | 110                                                | 166                                      | フアン・ロペス                           | 97                                       | 176                                          | ブランドン・マクナルティ                     | 70                                           |
| 157                                                | ヨリス・ニューエンハイス                           | 106                                                | 167                                      | マス・ピーダスン                         | 102                                      | 177                                          | フアン・セバスティアン・モラノ               | 126                                          |
| 158                                                | ヘンリ・ファンデンアベーレ                         | DNF-9                                              | 168                                      | アントニオ・ティベーリ                   | 92                                       | 178                                          | ヤン・ポランツ                               | 12                                           |
| アルペシン・ドゥクーニンク (ADC)                   | アルペシン・ドゥクーニンク (ADC)                   | アルペシン・ドゥクーニンク (ADC)                   | ブルゴスBH (BBH)                         | ブルゴスBH (BBH)                         | ブルゴスBH (BBH)                         | エキポ・ケルンファルマ (EKP)                 | エキポ・ケルンファルマ (EKP)                 | エキポ・ケルンファルマ (EKP)                 |
| No.                                                | 選手名                                             | 最終順位                                           | No.                                      | 選手名                                   | 最終順位                                 | No.                                          | 選手名                                       | 最終順位                                     |
| 181                                                | ティム・メルリール                                 | 132                                                | 191                                      | イェツセ・ボル                           | 89                                       | 201                                          | ロジャー・アドリア                           | DNS-11                                       |
| 182                                                | フロリス・デティエ                                 | DNS-10                                             | 192                                      | オスカル・カベド                         | 22                                       | 202                                          | ウルコ・ベラーデ                             | 66                                           |
| 183                                                | ジミー・ヤンセンス                                 | 107                                                | 193                                      | ホセ・ディアス                           | 43                                       | 203                                          | エクトル・カレテロ                           | DNS-11                                       |
| 184                                                | クサンドロ・ムーリッセ                             | 39                                                 | 194                                      | ヘスス・エスケラ                         | 68                                       | 204                                          | フランシスコ・ガルバン                       | 105                                          |
| 185                                                | ロバート・スタナード                               | 81                                                 | 195                                      | ヴィクトル・ランゲロッティ               | DNF-8                                    | 205                                          | ラウル・ガルシア                             | 47                                           |
| 186                                                | ライオネル・タミニオー                             | 127                                                | 196                                      | ダニエル・ナバーロ                       | 44                                       | 206                                          | パウ・ミケル                                 | DNS-11                                       |
| 187                                                | ジャンニ・フェルメールス                           | 82                                                 | 197                                      | アンデル・オカミカ                       | 96                                       | 207                                          | ホセ・パッラ                                 | 26                                           |
| 188                                                | ジェイ・ヴァイン                                   | DNF-18                                             | 198                                      | マヌエル・ペニャルベル                   | DNS-1                                    | 208                                          | ヴォイチェフ・レパ                           | 77                                           |
| エウスカルテル・エウスカディ (EUS)                 | エウスカルテル・エウスカディ (EUS)                 | エウスカルテル・エウスカディ (EUS)                 | アルケア・サムシック (ARK)               | アルケア・サムシック (ARK)               | アルケア・サムシック (ARK)               |                                              |                                              |                                              |
| No.                                                | 選手名                                             | 最終順位                                           | No.                                      | 選手名                                   | 最終順位                                 |                                              |                                              |                                              |
| 211                                                | ミケル・ビスカラ                                   | 28                                                 | 221                                      | エリー・ジェベール                       | 42                                       |                                              |                                              |                                              |
| 212                                                | シャビエル・アスパレン                             | 94                                                 | 222                                      | アントニー・ドゥラプラス                 | DNS-8                                    |                                              |                                              |                                              |
| 213                                                | イバイ・アスラメンディ                             | 86                                                 | 223                                      | ティボー・ゲルナレック                   | DNF-13                                   |                                              |                                              |                                              |
| 214                                                | ジョアン・ボウ                                     | 83                                                 | 224                                      | シモン・グリエルミ                       | 60                                       |                                              |                                              |                                              |
| 215                                                | カルロス・カナル                                   | 84                                                 | 225                                      | ダニエル・マクレー                       | 120                                      |                                              |                                              |                                              |
| 216                                                | ミケル・イトゥリア                                 | 93                                                 | 226                                      | ルーカス・オウシアン                     | 90                                       |                                              |                                              |                                              |
| 217                                                | ゴツォン・マルティン                               | 76                                                 | 227                                      | クレモン・ルッソ                         | 116                                      |                                              |                                              |                                              |
| 218                                                | ルイス・マテ                                       | 62                                                 | 158                                      | ヘンリ・ファンデンアベーレ               | DNF-9                                    |                                              |                                              |                                              |

## 各章の遷移
| 区間     | 区間勝者                       | 総合首位               | ポイント賞       | 山岳賞                       | 新人賞                 | チーム総合首位             | 敢闘賞                       |
| -------- | ------------------------------ | ---------------------- | ---------------- | ---------------------------- | ---------------------- | -------------------------- | ---------------------------- |
| 1        | チーム・ユンボ・ヴィスマ       | ロベルト・ヘーシンク   | なし             | なし                         | イーサン・ヘイター     | チーム・ユンボ・ヴィスマ   | なし                         |
| 2        | サム・ベネット                 | マイク・トゥニセン     | サム・ベネット   | ユリウス・ファンデンベルフ   | イーサン・ヘイター     | チーム・ユンボ・ヴィスマ   | イェツセ・ボル               |
| 3        | サム・ベネット                 | エドアルド・アッフィニ | サム・ベネット   | ユリウス・ファンデンベルフ   | イーサン・ヘイター     | チーム・ユンボ・ヴィスマ   | パウ・ミケル                 |
| 4        | プリモシュ・ログリッチ         | プリモシュ・ログリッチ | サム・ベネット   | ジョアン・ボウ               | イーサン・ヘイター     | イネオス・グレナディアス   | アレッサンドロ・デマルキ     |
| 5        | マルク・ソレル                 | ルディ・モラール       | サム・ベネット   | ヴィクトル・ランジェロッティ | フレッド・ライト       | グルパマ・FDJ              | マルク・ソレル               |
| 6        | ジェイ・ヴァイン               | レムコ・エヴェネプール | サム・ベネット   | ヴィクトル・ランジェロッティ | レムコ・エヴェネプール | UAEチーム・エミレーツ      | マルク・パドゥン             |
| 7        | ヘスス・ヘラダ                 | レムコ・エヴェネプール | サム・ベネット   | ヴィクトル・ランジェロッティ | レムコ・エヴェネプール | バーレーン・ヴィクトリアス | ヘスス・ヘラダ               |
| 8        | ジェイ・ヴァイン               | レムコ・エヴェネプール | マス・ピーダスン | ジェイ・ヴァイン             | レムコ・エヴェネプール | UAEチーム・エミレーツ      | ミケル・ランダ               |
| 9        | ルイス・メインチェス           | レムコ・エヴェネプール | マス・ピーダスン | ジェイ・ヴァイン             | レムコ・エヴェネプール | UAEチーム・エミレーツ      | ホセ・マヌエル・ディアス     |
| 10       | レムコ・エヴェネプール         | レムコ・エヴェネプール | マス・ピーダスン | ジェイ・ヴァイン             | レムコ・エヴェネプール | イネオス・グレナディアス   | なし                         |
| 11       | カーデン・グローブス           | レムコ・エヴェネプール | マス・ピーダスン | ジェイ・ヴァイン             | レムコ・エヴェネプール | イネオス・グレナディアス   | イェツセ・ボル               |
| 12       | リチャル・カラパス             | レムコ・エヴェネプール | マス・ピーダスン | ジェイ・ヴァイン             | レムコ・エヴェネプール | UAEチーム・エミレーツ      | サムエーレ・バッティステッラ |
| 13       | マス・ピーダスン               | レムコ・エヴェネプール | マス・ピーダスン | ジェイ・ヴァイン             | レムコ・エヴェネプール | UAEチーム・エミレーツ      | ジョアン・ボゥ               |
| 14       | リチャル・カラパス             | レムコ・エヴェネプール | マス・ピーダスン | ジェイ・ヴァイン             | レムコ・エヴェネプール | UAEチーム・エミレーツ      | ルイス・レオン・サンチェス   |
| 15       | テイメン・アレンスマン         | レムコ・エヴェネプール | マス・ピーダスン | ジェイ・ヴァイン             | レムコ・エヴェネプール | UAEチーム・エミレーツ      | ローソン・クラドック         |
| 16       | マス・ピーダスン               | レムコ・エヴェネプール | マス・ピーダスン | ジェイ・ヴァイン             | レムコ・エヴェネプール | UAEチーム・エミレーツ      | ルイス・マテ・マルドネス     |
| 17       | リゴベルト・ウラン             | レムコ・エヴェネプール | マス・ピーダスン | ジェイ・ヴァイン             | レムコ・エヴェネプール | UAEチーム・エミレーツ      | ローソン・クラドック         |
| 18       | レムコ・エヴェネプール         | レムコ・エヴェネプール | マス・ピーダスン | リチャル・カラパス           | レムコ・エヴェネプール | UAEチーム・エミレーツ      | ロベルト・ヘーシンク         |
| 19       | マス・ピーダスン               | レムコ・エヴェネプール | マス・ピーダスン | リチャル・カラパス           | レムコ・エヴェネプール | UAEチーム・エミレーツ      | アンデル・オカミカ           |
| 20       | リチャル・カラパス             | レムコ・エヴェネプール | マス・ピーダスン | リチャル・カラパス           | レムコ・エヴェネプール | UAEチーム・エミレーツ      | アレハンドロ・バルベルデ     |
| 21       | フアン・セバスティアン・モラノ | レムコ・エヴェネプール | マス・ピーダスン | リチャル・カラパス           | レムコ・エヴェネプール | UAEチーム・エミレーツ      | なし                         |
| 最終成績 | 最終成績                       | レムコ・エヴェネプール | マス・ピーダスン | リチャル・カラパス           | レムコ・エヴェネプール | UAEチーム・エミレーツ      | マルク・ソレル               |

1. ↑  第1ステージはポイントが設定されなかったものの、表彰式ではプリシュモ・ログリッチがジャージを受けとり、第2ステージで着用した。
2. ↑  第1ステージはポイントが設定されなかったものの、表彰式ではクリス・ハーパーがジャージを受けとり、第2ステージで着用した。
3. ↑  第7,8,16-21ステージでは、レムコ・エヴェネプールが総合1位のため、フアン・アユソがヤングライダー賞2位でジャージを着用した。
4. ↑  第9,10ステージでは、レムコ・エヴェネプールが総合1位のため、カルロス・ロドリゲスがヤングライダー賞2位でジャージを着用した。
5. ↑  第11～15ステージでは、レムコ・エヴェネプールが総合1位で、ヤングライダーの中で2位のカルロス・ロドリゲスがスペインチャンピオンジャージの着用をしたため、フアン・アユソがヤングライダー3位でジャージを着用した。

## 最終成績

### 総合成績
| 順位 | 選手                     | 国籍           | チーム                             | 記録         | ボーナス | ペナルティ |
| ---- | ------------------------ | -------------- | ---------------------------------- | ------------ | -------- | ---------- |
| 1    | レムコ・エヴェネプール   | ベルギー       | クイックステップ・アルファビニール | 80h 26' 59'' | 16''     |            |
| 2    | エンリク・マス           | スペイン       | モビスター・チーム                 | +02' 02''    | 23''     |            |
| 3    | フアン・アユソ           | スペイン       | UAEチーム・エミレーツ              | +04' 57''    | 4''      |            |
| 4    | ミゲル・アンヘル・ロペス | コロンビア     | アスタナ・カザフスタン・チーム     | +05' 56''    | 10''     |            |
| 5    | ジョアン・アルメイダ     | ポルトガル     | UAEチーム・エミレーツ              | +07' 24''    |          |            |
| 6    | テイメン・アレンスマン   | オランダ       | チームDSM                          | +07' 45''    | 16''     |            |
| 7    | カルロス・ロドリゲス     | スペイン       | イネオス・グレナディアス           | +07' 57''    |          |            |
| 8    | ベン・オコナー           | オーストラリア | AG2R・シトロエン・チーム           | +10' 30''    |          |            |
| 9    | リゴベルト・ウラン       | コロンビア     | EFエデュケーション・イージーポスト | +11' 04''    | 12''     | 10''       |
| 10   | ジャイ・ヒンドレー       | オーストラリア | ボーラ=ハンスグローエ              | +12' 01''    |          |            |

### ポイント賞
| 順位 | 選手                           | 国籍           | チーム                                 | ポイント |
| ---- | ------------------------------ | -------------- | -------------------------------------- | -------- |
| 1    | マス・ピーダスン               | デンマーク     | トレック・セガフレード                 | 409      |
| 2    | フレッド・ライト               | イギリス       | バーレーン・ヴィクトリアス             | 186      |
| 3    | エンリク・マス                 | スペイン       | モビスター・チーム                     | 138      |
| 4    | レムコ・エヴェネプール         | ベルギー       | クイックステップ・アルファビニール     | 133      |
| 5    | マルク・ソレル                 | スペイン       | UAEチーム・エミレーツ                  | 133      |
| 6    | ダニー・ファン・ポッペル       | オランダ       | ボーラ=ハンスグローエ                  | 108      |
| 7    | パスカル・アッカーマン         | ドイツ         | UAEチーム・エミレーツ                  | 106      |
| 8    | リチャル・カラパス             | エクアドル     | イネオス・グレナディアス               | 105      |
| 9    | カーデン・グローブス           | オーストラリア | チーム・バイクエクスチェンジ・ジェイコ | 74       |
| 10   | フアン・セバスティアン・モラノ | コロンビア     | UAEチーム・エミレーツ                  | 69       |

### 山岳賞
| 順位 | 選手                     | 国籍           | チーム                             | 記録 |
| ---- | ------------------------ | -------------- | ---------------------------------- | ---- |
| 1    | リチャル・カラパス       | エクアドル     | イネオス・グレナディアス           | 73   |
| 2    | ロバート・スタナード     | オーストラリア | アルペシン・ドゥクーニンク         | 36   |
| 3    | エンリク・マス           | スペイン       | モビスター・チーム                 | 28   |
| 4    | テイメン・アレンスマン   | オランダ       | チームDSM                          | 23   |
| 5    | レムコ・エヴェネプール   | ベルギー       | クイックステップ・アルファビニール | 23   |
| 6    | マルク・ソレル           | スペイン       | UAEチーム・エミレーツ              | 23   |
| 7    | セルヒオ・イギータ       | コロンビア     | ボーラ=ハンスグローエ              | 18   |
| 8    | ミゲル・アンヘル・ロペス | コロンビア     | アスタナ・カザフスタン・チーム     | 17   |
| 9    | ジミー・ヤンセンス       | ベルギー       | アルペシン・ドゥクーニンク         | 17   |
| 10   | ルーベン・フェルナンデス | スペイン       | コフィディス                       | 15   |

### 新人賞
| 順位 | 選手                     | 国籍       | チーム                             | 記録         | ボーナス | ペナルティ |
| ---- | ------------------------ | ---------- | ---------------------------------- | ------------ | -------- | ---------- |
| 1    | レムコ・エヴェネプール   | ベルギー   | クイックステップ・アルファビニール | 80h 26' 59'' | 16''     |            |
| 2    | フアン・アユソ           | スペイン   | UAEチーム・エミレーツ              | +04' 57''    | 4''      |            |
| 3    | ジョアン・アルメイダ     | ポルトガル | UAEチーム・エミレーツ              | +07' 24''    |          |            |
| 4    | テイメン・アレンスマン   | オランダ   | チームDSM                          | +07' 45''    | 16''     |            |
| 5    | カルロス・ロドリゲス     | スペイン   | イネオス・グレナディアス           | +07' 57''    |          |            |
| 6    | ギノ・マデル             | スイス     | バーレーン・ヴィクトリアス         | +52' 25''    |          |            |
| 7    | セルヒオ・イギータ       | コロンビア | ボーラ=ハンスグローエ              | +1h 01' 23'' | 4''      |            |
| 8    | ホセ・フェリックス・パラ | スペイン   | エキポ・ケルンファルマ             | +1h 05' 02'' |          |            |
| 9    | クレマン・シャンプッサン | フランス   | AG2R・シトロエン・チーム           | +1h 24' 39'' |          |            |
| 10   | エドアルド・ザンバニーニ | イタリア   | バーレーン・ヴィクトリアス         | +1h 31' 40'' | 4''      |            |

### チーム成績
| 順位 | チーム                                       | 所属国           | 記録          | ペナルティ |
| ---- | -------------------------------------------- | ---------------- | ------------- | ---------- |
| 1    | UAEチーム・エミレーツ                        | アラブ首長国連邦 | 240h 36' 32'' |            |
| 2    | イネオス・グレナディアス                     | イギリス         | + 55' 35''    |            |
| 3    | モビスター・チーム                           | スペイン         | +1h 16' 52''  |            |
| 4    | バーレーン・ヴィクトリアス                   | バーレーン       | +1h 17' 36''  |            |
| 5    | アスタナ・カザフスタン・チーム               | カザフスタン     | +1h 34' 18''  |            |
| 6    | ボーラ=ハンスグローエ                        | ドイツ           | +1h 38' 20''  |            |
| 7    | チーム・ユンボ・ヴィスマ                     | オランダ         | +2h 12' 14''  |            |
| 8    | EFエデュケーション・イージーポスト           | アメリカ合衆国   | +2h 25' 47''  |            |
| 9    | グルパマ・FDJ                                | フランス         | +2h 33' 37''  |            |
| 10   | クイックステップ・アルファビニール           | ベルギー         | +2h 47' 09''  |            |
| 11   | アンテルマルシェ・ワンティ・ゴベールマテリオ | ベルギー         | +3h 04' 02''  |            |
| 12   | ブルゴスBH                                   | スペイン         | +3h 07' 17''  |            |
| 13   | AG2R・シトロエン・チーム                     | フランス         | +3h 21' 24''  |            |
| 14   | エウスカルテル・エウスカディ                 | スペイン         | +4h 32' 50''  |            |
| 15   | エキポ・ケルンファルマ                       | スペイン         | +4h 36' 48''  |            |
| 16   | チームDSM                                    | オランダ         | +5h 42' 54''  |            |
| 17   | アルペシン・ドゥクーニンク                   | ベルギー         | +5h 57' 29''  |            |
| 18   | イスラエル・プレミアテック                   | イスラエル       | +6h 31' 49''  |            |
| 19   | コフィディス                                 | フランス         | +6h 59' 07''  |            |
| 20   | アルケア・サムシック                         | フランス         | +7h 21' 36''  |            |
| 21   | チーム・バイクエクスチェンジ・ジェイコ       | オーストラリア   | +8h 15' 22''  |            |
| 22   | トレック・セガフレード                       | アメリカ合衆国   | +8h 37' 21''  |            |
| 23   | ロット・ソウダル                             | ベルギー         | +9h 36' 58''  |            |